# Erika Ritchie
Pour les articles homonymes, voir Ritchie.
Erika Ritchie (née en 1969)  est une femme politique provinciale canadienne de la Saskatchewan. Elle représente la circonscription de Saskatoon Nutana à titre de députée du Nouveau Parti démocratique depuis 2020.
Ingénieure en environnement de formation, Ritchie est nommé critique néo-démocrate en matière d'Environnement, d'Énergie et Ressources, de SaskEnergy, de SaskWater et de l'Agence de sécurité en eau.